# Châteauneuf-du-Pape (wijnstreek)

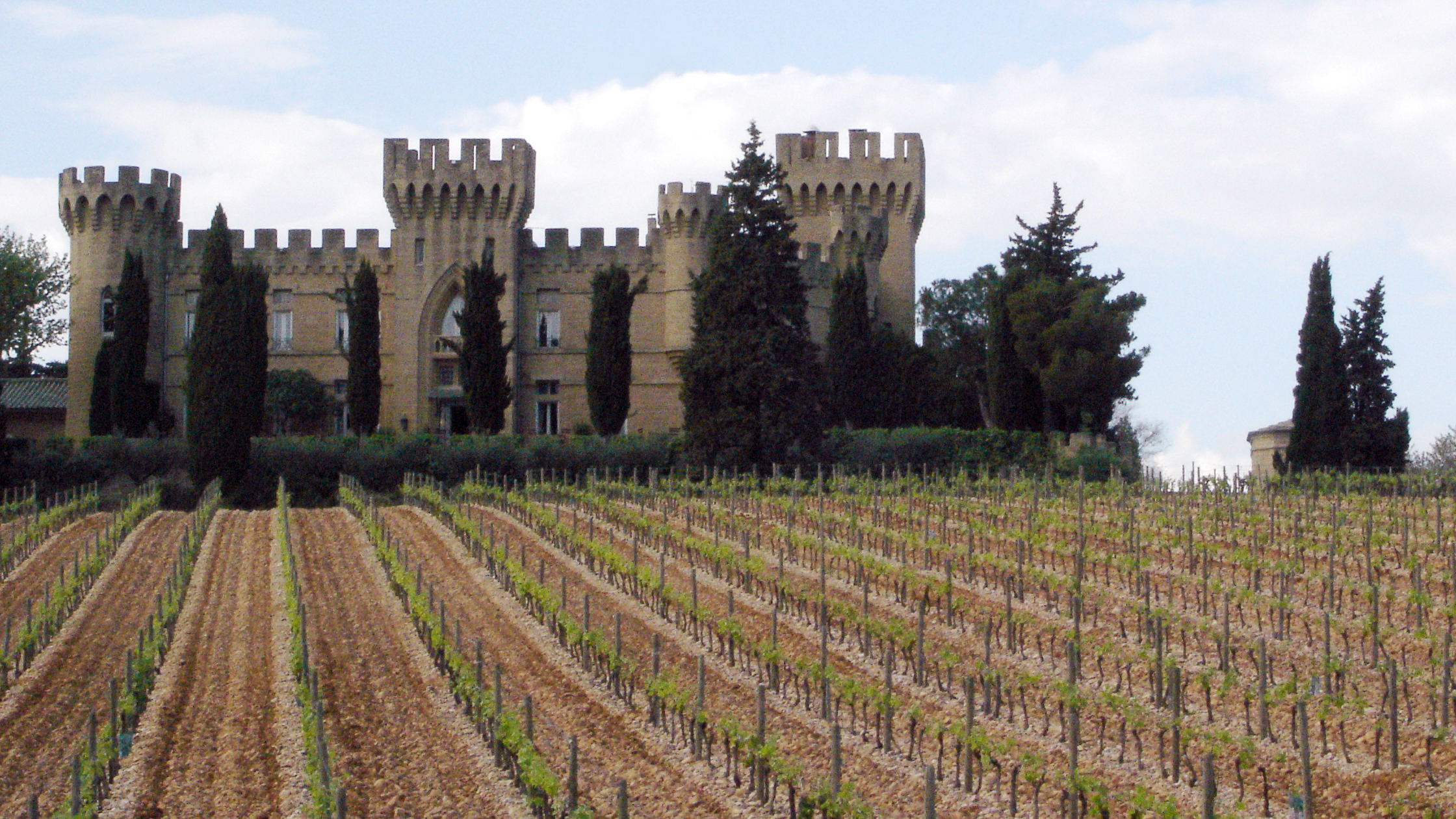
Wijngaard in Châteauneuf-du-Pape

Châteauneuf-du-Pape is een Franse wijnstreek van Appellation d'Origine Contrôlée (AOC) rond het dorpje Châteauneuf-du-Pape. 

## Algemeen
Het wijngebied ligt in het Rhônedal (Côtes du Rhône) tussen Avignon en Orange en is bijzonder gerenommeerd. De naam betekent zoveel als "het nieuwe kasteel van de paus" en gaat terug tot de periode van de Babylonische ballingschap der pausen, toen de paus in Avignon verbleef.
De appellatie staat het gebruik van maar liefst 13 verschillende druivensoorten toe, waarvan Grenache, Syrah en Mourvèdre het meest worden gebruikt voor rode wijn, en Roussanne en Grenache Blanc veel voorkomen in de witte wijnen. Veruit de meeste wijnen uit deze appelatie zijn rode wijnen. De wijnen worden gewaardeerd om hun diepe aroma’s van kruiden, rood en donker fruit, en een karakteristieke mineraliteit. Druiven in dit gebied mogen alleen met de hand geoogst worden. Strenge regels rondom opbrengst en productie zorgen ervoor dat de kwaliteit van de wijnen hoog blijft.